# قتندة
القتندة أو الكتندة قرية تقع في منطقة أرغون في إسبانيا بين قلعة أيوب ودروقة. دارت فيها معركة شهيرة في تاريخ الأندلس.